# Петренко Віктор Михайлович
Віктор Михайлович Петренко (1947, Запорізька область) — український діяч, голова Національної ради України з питань телебачення і радіомовлення (1995–1999). Кандидат історичних наук. Академік УЕАН.

## Життєпис
З 1969 року — редактор молодіжних програм Дніпропетровської студії телебачення.
У 1970 році закінчив історико-філологічний факультету Дніпропетровського державного університету.
Член КПРС.
У 1970—1972 роках — служба в Радянській армії.
З 1972 року — редактор, старший редактор, головний редактор громадсько-політичних передач Дніпропетровського обласного телерадіокомітету.
У 1977 році закінчив Вищу партійну школу при ЦК КПУ.
У 1984 році закінчив аспірантуру Академії суспільних наук і соціального управління при ЦК Болгарської комуністичної партії у Софії.
До 1987 року — заступник завідувача відділу пропаганди Дніпропетровського обласного комітету КПУ.
У 1987—1995 роках — голова Дніпропетровського обласного телерадіокомітету; генеральний директор Дніпропетровського телерадіооб'єднання.
У 1995 — червні 1999 року — голова Національної ради України з питань телебачення і радіомовлення.
З 1999 року — голова ради Асоціації працівників засобів масової інформації України. З червня 2002 року — член колегії Державного комітету інформаційної політики, телебачення і радіомовлення України.
У серпні 2002 — лютому 2003 року — заступник голови Державного комітету інформаційної політики, телебачення і радіомовлення України. У лютому 2003 — жовтні 2006 року — заступник голови Державного комітету телебачення та радіомовлення України. У серпні 2009 став в.о.генерального директора ДП студія «Укртелефільм»(УСТФ). Перебував на посаді в.о. Генерального директора з 2009 по 2016. З 2010 по 2013 був заступником ген.директора студії «Укртелефільм»

## Нагороди та відзнаки
- орден «За заслуги» ІІІ ступеня (.03.1997).
- Заслужений працівник культури України (.11.2004).